# Alastair Chalmers
Alastair Chalmers  (* 31. März 2000 in Guernsey) ist ein britischer Hürdenläufer, der sich auf die 400-Meter-Distanz spezialisiert hat. Er ist der jüngere Bruder von Cameron Chalmers, der ebenfalls als Leichtathlet aktiv ist.

## Sportliche Laufbahn
Erste internationale Erfahrungen sammelte Alastair Chalmers bei den 2016 erstmals ausgetragenen Jugendeuropameisterschaften in Tiflis, bei denen er mit 54,79 s im Halbfinale über 400 Meter Hürden. Im Jahr darauf siegte er in 51,22 s bei den Commonwealth Youth Games in Nassau und 2018 startete er dann für Guernsey bei den Commonwealth Games im australischen Gold Coast und schied dort mit 51,10 s in der ersten Runde aus. Im Juli belegte er bei den U20-Weltmeisterschaften in Tampere in 50,27 s den sechsten Platz über die Hürden und gewann mit der britischen 4-mal-400-Meter-Staffel in 3:05,64 min die Bronzemedaille. 2019 wurde er bei den U20-Europameisterschaften in Borås im Halbfinale disqualifiziert und 2021 wurde er bei den U23-Europameisterschaften in Tallinn in 49,84 s Sechster und erreichte im Staffelbewerb nach 3:09,28 min ebenfalls Rang sechs. Im Jahr darauf schied er bei den Weltmeisterschaften in Eugene mit 50,54 s im Halbfinale aus und gewann anschließend in 49,97 s die Bronzemedaille bei den Commonwealth Games in Birmingham hinter Kyron McMaster von den Britischen Jungferninseln und Jaheel Hyde aus Jamaika. 2024 schied er bei den Europameisterschaften in Rom mit 48,76 s im Semifinale aus, wie auch bei den Olympischen Sommerspielen in Paris mit 56,52 s.
2025 gewann er bei den Halleneuropameisterschaften in Apeldoorn in 3:16,49 min gemeinsam mit Emily Newnham, Joshua Faulds und Lina Nielsen die Bronzemedaille in der Mixed-Staffel über 4-mal 400 Meter hinter den Teams aus den Niederlanden und Belgien und belegte mit der Männerstaffel in 3:05,49 min den vierten Platz.
In den Jahren von 2020 bis 2024 wurde Chalmers britischer Meister im 400-Meter-Hürdenlauf.

## Persönliche Bestzeiten
- 400 m Hürden: 48,54 s, 30. Juni 2024 in Manchester
  - 400 Meter (Halle): 46,84 s, 22. Februar 2025 in Birmingham